# (3381) Mikkola
(3381) Mikkola est un astéroïde de la ceinture principale.

## Description
(3381) Mikkola est un astéroïde de la ceinture principale. Il fut découvert le 15 octobre 1941 à Turku par Liisi Oterma. Il présente une orbite caractérisée par un demi-grand axe de 2,45 UA, une excentricité de 0,20 et une inclinaison de 4,2° par rapport à l'écliptique.

## Compléments